# Poggio Picenze
Pour les articles homonymes, voir Poggio.
Poggio Picenze est une commune italienne de la province de L'Aquila, dans la région Abruzzes. Poggio Picenze est une petite ville avec environ 1 000 habitants. Elle est située 760 mètres d'altitude et fait partie de la communauté de montagne du Campo Imperatore-Piana Navelli.

## Géographie
Cette ville fermière à la caractéristique d'être divisée en deux zones urbaines distincts. La région est connue pour les nombreuses carrières de calcaire blanc qui extrait est appelé « La Pietra del Poggio ». Son apparence douce blanche et ses caractéristiques physiques le rendent facile de travailler, mais en plus, il a aussi les propriétés d'être durci et recouvert d'une patine dorée au fil du temps. En raison de cette ressource, les maçons de Poggio sont les auteurs de centaines de portes, ornées de balcons, patios, fontaines, et d'aigles.

## Histoire
Le nom de Poggio Picenze dérive de l'ancien château qui a été construit sur le flanc du mont Picenze, le nom dérive à son tour de Piceni, également appelé Picentia, qui a établi plusieurs colonies dans la zone autour du IIIe siècle av. J.-C.. La date des châteaux remonte à environ l'an 1000, il est référencé dans les documents autour de 1173 que « Podio de Picentia » avait des murs fortifiées et six tours, dont une plus haute au milieu. Les vestiges du château sont encore visibles dans la vieille partie de la ville.
En 1423, il a subi l'attaque de Braccio da Montone, parce que l'Aquila était fidèle à la Maison capétienne d'Anjou-Sicile et non à la couronne d'Aragon dominante.

## Administration
| Période                                  | Période      | Identité             | Étiquette                                    | Qualité |
| ---------------------------------------- | ------------ | -------------------- | -------------------------------------------- | ------- |
| 23 Avril 1995                            | 13 Juin 2004 | Pio Alleva           | Lista Civica di Centro-sinistra              | Maire   |
| 14 Juin 2004                             | 30 Mai 2015  | Nicola Menna         | Lista Civica Insieme pour Poggio Picenze     | Maire   |
| 31 Mai 2015                              |              | Antonello Gialloreto | Lista Civica CambiaMenti pour Poggio Picenze | Maire   |
| Les données manquantes sont à compléter. |              |                      |                                              |         |

### Communes limitrophes
Barisciano, Fossa, San Demetrio ne' Vestini, Sant'Eusanio Forconese.